# Arches, Vosges
Arches är en kommun i departementet Vosges i regionen Grand Est (tidigare regionen Lorraine) i nordöstra Frankrike. Kommunen ligger i kantonen Épinal-Est som tillhör arrondissementet Épinal. År 2022 hade Arches 1 614 invånare. Nestlé och Munksjö har stora produktionsanläggningar i orten.

## Befolkningsutveckling
Antalet invånare i kommunen Arches
| Referens: INSEE |